# Kleinkastell Güßgraben
Das Kleinkastell Güßgraben (auch Kleinkastell am Güßgraben) war eine römische Fortifikation des Rätischen Limes, der im Jahre 2005 den Status des UNESCO-Weltkulturerbes erlangte. Das Kleinkastell wurde rund 27 Meter von der römischen Reichsgrenze entfernt errichtet und befindet sich heute auf der Gemarkungsfläche von Schamhaupten, einem Ortsteil der Gemeinde Altmannstein im Landkreis Eichstätt, Bayern.

## Lage und Forschungsgeschichte

Grundriss des Kleinkastells

Das Kastell und sein weiteres Umland

Die in der Waldabteilung Güßgraben gelegene kleine Befestigung wurde südwestlich der an dieser Stelle von Nordwesten nach Südosten verlaufenden Grenzanlagen errichtet. Der Limes durchquert hier in schnurgerader Linie den oberen Abschnitt des Schambachtals. Der Standort des Kleinkastells war etwas erhöht über der Grenzlinie am Südhang des Tals gewählt worden. Seine Überreste wurde in der Vergangenheit durch den hier zuständigen Streckenkommissar der Reichs-Limeskommission (RLK), Friedrich Ohlenschlager (1840–1916), aufgrund des dichten Baumbestandes nur marginal angeschnitten. Seither fanden keine Grabungen mehr statt.

## Baugeschichte
Bisher bekannt ist der quadratische Grundriss der Anlage mit einer Grundfläche von rund 17 × 17 Metern. Im Osten und möglicherweise im Westen gab es in der Mitte der Umfassungsmauer einen eintorigen Einlass. Genauere Untersuchungen an diesen Zugängen wurden offensichtlich nicht vorgenommen. Auf die Annahme zu einem westlichen Tor kamen die Mitarbeiter der RLK, da sich der Schuttwall der Mauer im Bereich der Mauermitte etwas vertieft zeigte.
Die Breite der Mauer, die auf lokal anstehenden Kalkplatten aufgebaut war, wurde mit 1,05 Metern eingemessen und war zu Zeiten der RLK stellenweise noch 0,70 Meter hoch erhalten. Im Inneren konnten damals keine weiteren Gebäude festgestellt werden, doch ist mit hölzernen Bauten entlang der Wehrmauer für die Besatzung zu rechnen. Als Fundgut wurden „nur spärliche Reste von Tonscherben gleich denen aus den Wachtposten und etliche Eisennägel“ geborgen. Sichtbar ist heute lediglich der Schutt des rund 27 Meter hinter dem Limes gelegenen Kastellwalls im Wald. Es wird davon ausgegangen, dass die Innenbebauung wie bei ähnlichen Anlagen in Fachwerkbauweise ausgeführt worden ist.
In römischer Zeit war das Gelände gerodet und der Blick zum Limes frei. Südlich der Fortifikation, am Nordhang des Teufelskopfes, könnten zahlreiche künstliche Gruben den antiken Handwerkern dazu gedient haben, Steinmaterial für den Bau der Limesmauer und des Kastells zu entnehmen.
Rund 100 Meter nordwestlich der Anlage befindet sich der Schutthügel des ehemaligen Limeswachturms WP 15/18. Das nächstgelegene Kleinkastell am Hinteren Seeberg liegt rund 2,5 Kilometer in südöstlicher Richtung entfernt.
Kleinkastelle gehörten neben den Türmen zu den wesentlichen Stützpunkten der römischen Truppe direkt hinter dem Limes. Ihre Nutzung ist in der Regel jedoch unbekannt.

## Limesverlauf ab dem Kleinkastell Güßgraben
| ORL      | Name/Ort                         | Beschreibung/Zustand |
| -------- | -------------------------------- | --- |
| KK       | Kleinkastell Güßgraben           | siehe oben |
| Wp 15/19 |                                  | Der Limes, hier auch Teufelsmauer genannt, führt als gut sichtbarer Schuttwall mit Palisadengraben vom Kleinkastell Güßgraben aus in südöstliche Richtung und durchquert nach rund 500 Metern ein Trockental. Östlich fällt der 505 Meter hohe Öchselberg in dieses Tal ab. An seiner Hangkante wird zwischen 476 und 480 m ü. NHN Wp 15/19 angenommen. Dieser Standort hätte es den Römern erlaubt, das von Norden nach Süden den Limes durchschneidende Trockental zu überwachen, in dem eine antike Altstraße vermutet wird. Die Archäologen haben den ehemaligen Standort mithilfe von Längsprofilmessungen annähernd feststellen können. Bei diesen Messungen wird die Sichtverbindung zwischen den nächstliegenden Limeswachtürmen überprüft, wobei die Rekonstruktionsmodelle von Dietwulf Baatz zugrunde liegen. Durch dessen Berechnungen der einstigen durchschnittlichen Turmhöhen wird angenommen, dass die Augenhöhe der Wachmannschaften im Obergeschoss eines Turmes 7,60 Meter über dem Erdboden lag. |
| Wp 15/20 | „Öchselberg“                     | Bei Wp 15/20 erreicht die Raetische Mauer ihren höchsten Punkt am Öchselberg, wobei sich dieser weiter südlich noch leicht erhöht. Der Limes zieht bei diesem Wachturm auf dem südöstlich ausgerichteten Plateau des Öchselberges entlang und ist im Gelände gut zu erkennen. Der ältere Holzturmhügel wird von der später errichteten Limesmauer überlagert. Östlich dieses Platzes konnte ein 4,9 × 5,1 Meter großer Steinturm festgestellt werden, der in seinem Inneren einen Belag aus Steinplatten besaß. |
| Wp 15/21 |                                  | Der weiterhin in südöstliche Richtung ziehende, substanziell immer schlechter werdende Schuttwall des Limes verliert sich beim Abstieg in den Steinsdorfer Grund. Über diesem südöstlich-nordwestlich ausgerichteten Tal, das sich im Bereich des Limes stark verengt, wird am Westhang des Öchselbergs auf rund 480 Höhenmetern Wp 15/21 vermutet. Von hier aus konnte der rund 50 Meter tiefer liegende Grund eingesehen werden. Auf der gegenüberliegenden Talseite, am Anstieg des Geländes zum 492 Meter hohen Hinteren Seeberg, lag nach dem ORL rund 40 Meter tiefer als Wp 15/21 der Wachturm Wp 15/22 und etwas westlicher das Kleinkastell am Hinteren Seeberg. Beide Posten und das Kastell besaßen Sichtverbindung untereinander. Außerdem konnte zumindest von Wp 15/21 der im Gipfelbereich des Hinteren Seebergs gelegene Wp 15/23 eingesehen werden. |
| KK       | Kleinkastell am Hinteren Seeberg | → Hauptartikel : Kleinkastell am Hinteren Seeberg |

## Denkmalschutz
Das Kleinkastell Güßgraben und die erwähnten Anlagen sind geschützt als eingetragene Bodendenkmale im Sinne des Bayerischen Denkmalschutzgesetzes (BayDSchG). Nachforschungen und gezieltes Sammeln von Funden sind erlaubnispflichtig, Zufallsfunde sind den Denkmalbehörden anzuzeigen.